# Architekturgenerierung
Architekturgenerierung ist der Oberbegriff der Bestrebungen, Architektur mittels einer Maschine, meist also mit Hilfe eines Computers zu erzeugen.
Die Architekturgenerierung ist ein Teilbereich des CAAD (Computer Aided Architectural Design), auch als computergestütztes Entwerfen in der Architektur bezeichnet. Während der Begriff CAAD jedoch meist allgemein für den Einsatz von Computern in der Architektur verwendet wird, beschreibt die Architekturgenerierung den Ansatz, den Computer nicht nur als Hilfsmittel, sondern als entwerfendes Subjekt einzusetzen.
Die Architekturgenerierung unterscheidet sich hierin eindeutig von CAD (Computer Aided Design), das nur als elektronisches Zeichenbrett oder als Werkzeug zur Erstellung, Bearbeitung oder Darstellung von technischen Plänen eingesetzt wird.

## Geschichte
Ansätze zur Architekturgenerierung gibt es schon fast so lange, wie der Rechner als Werkzeug in der Architektur eingesetzt wird. Dabei wurde die Forschung in diese Richtung hauptsächlich von den Hochschulen getragen. Im deutschsprachigen Raum ist hierbei hauptsächlich die ETH Zürich zu nennen, die schon sehr lange eine entsprechende Professur hat. Inzwischen sind entsprechende Professuren beispielsweise auch an den Hochschulen in Aachen oder Weimar angesiedelt.
Auch progressive Architekturbüros haben immer wieder Experimente zur Architekturgenerierung betrieben.

## Teilweise Architekturgenerierung
Als Werkzeuge der Architekturgenerierung können schon einfache Tools bezeichnet werden, die wesentlich in den Prozess des architektonischen Entwerfens eingreifen und diesen damit beeinflussen und verändern. Beispiele hierfür wären einfache Programme, die während des Entwerfens beispielsweise Informationen zu Kosten oder Energiebilanz ausgeben. Durch diese Informationen wird der Entwurf beeinflusst und ist somit teilweise computergeneriert.

## Ganzheitliche Architekturgenerierung
Weiter geht der Ansatz der ganzheitlichen Architekturgenerierung, der darauf abzielt, den kompletten architektonischen Entwurf durch einen Rechner übernehmen zu lassen. Um eine Software als Werkzeug der ganzheitlichen Architekturgenerierung bezeichnen zu können, muss die Bedingung erfüllt sein, dass der komplette Entwurf computergesteuert ist, und dem Benutzer lediglich die Eingabe nötiger Informationen oder Parameter überlassen bleiben. Dieser Ansatz wurde in den 1990er Jahren an der Carnegie Mellon University im Rahmen des SEED Projekts erstmals vollständig umgesetzt um ein komplettes Gebäude von einem Computer entwerfen zu lassen.

## Kritik
Der Ansatz der ganzheitlichen Architekturgenerierung wird teilweise umstritten diskutiert. Manchen scheinen Konzepte, in denen der User interaktiv und spielerisch miteinbezogen wird und so auch die Kontrolle über den Entwurfsprozess behält, vielversprechender. Bei diesen Konzepten ist jedoch zu beachten, dass eine Bedienung durch Fachleute sinnvollerweise vorausgesetzt werden muss, während beim Ansatz der ganzheitlichen Architekturgenerierung prinzipiell auch eine Bedienung durch Laien möglich ist.
Allen Ansätzen der Architekturgenerierung ist gemein, dass die Fragen der architektonischen Gestaltung und Ästhetik als am schwierigsten zu erachten ist, da diese nicht mathematisch quantifizierbar sind.